# Rio Reddies
O Rio Reddies é um afluente do rio Yadkin, no noroeste da Carolina do Norte, nos Estados Unidos.   Através do Yadkin, faz parte da bacia hidrográfica do rio Pee Dee, que deságua no Oceano Atlântico. De acordo com o Sistema de Informação de Nomes Geográficos, também é conhecido historicamente como "Rio Reddis".
O rio Reddies e seus afluentes de cabeceira (seus forks norte, médio e sul ) fluem por toda a sua extensão no condado de Wilkes. Abaixo da confluência de seus principais afluentes, o rio Reddies flui geralmente para sudeste até sua confluência com o rio Yadkin em North Wilkesboro.  O rio Reddies é conhecido por sua excelente pesca de trutas. Em North Wilkesboro, o rio Reddies está represado, e o pequeno lago criado pela barragem supre a maior parte das necessidades de água da cidade. Uma trilha construída para ciclistas, corredores e caminhantes pela cidade de North Wilkesboro cruza o rio em sua foz, onde se junta ao rio Yadkin. Uma ponte, com 156 pés de comprimento, permite que ciclistas, corredores e caminhantes atravessem.
No início do século XX, as cabeceiras do rio Reddies eram uma área privilegiada para a indústria madeireira. Devido à dificuldade de retirar a madeira dos vales estreitos das montanhas Blue Ridge, uma grande calha foi construída para transportar a madeira para a cidade de North Wilkesboro. Ao mesmo tempo, a calha, que seguia o curso do rio Reddies, tinha mais de 19 milhas de comprimento e cruzava o rio nada menos que uma dúzia de vezes. A calha sofreu grandes danos na grande enchente de 1916; foi desmontado logo após o dilúvio.